# Gérard de Ridefort
Gérard de Ridefort, también llamado Girard de Ridefort (Flandes, 1140 - San Juan de Acre, 1 de octubre de 1189) fue un noble que llegó a ser gran maestre de la Orden del Temple desde 1184 hasta su muerte.

## Biografía
Segundón de un noble flamenco, no esperaba conseguir fortuna en su país, por lo que se une a la Segunda Cruzada en 1146, con la idea de conseguir el señorío feudal. Raimundo III de Trípoli le prometió un rico matrimonio con su vasalla Lucía de Botrun, pero el rey cambió de parecer y prefirió aceptar la oferta de un rico comerciante pisano. Esto convirtió a Ridefort en su mortal enemigo.
Posteriormente se alió con Guy de Lusignan e ingresó en la Orden del Temple, llegando a ser Senescal en 1183 y logró ser elegido gran maestre en 1184. Tras la muerte de Balduino IV en 1185 y de Balduino V poco después, en 1186, Ridefort arrebató la corona del Reino de Jerusalén a Raimundo III en beneficio de su aliado Guy de Lusignan.
Las temerarias campañas que impulsó contra Saladino resultaron desastrosas y causaron numerosas pérdidas humanas en ambos bandos.
A su muerte ante la ciudad de San Juan de Acre, el 4 de octubre de 1189, los cuatro Estados cruzados estaban exhaustos y desangrados y la suerte de los combates es incierta.
Según Steven Runciman la muerte de Gerard de Ridefort sucedió cuando, en Acre:

Saladino cargó con todas sus fuerzas e hizo retroceder a los cruzados en desorden hacia su campamento, que se hallaba al mismo tiempo atacado por una salida procedente de la guarnición de Acre. Muchos caballeros francos cayeron en la batalla, entre ellos Andrés de Brienne. Las tropas alemanas fueron presa del pánico y sufrieron graves pérdidas, que fueron también muy elevadas entre los templarios. El gran maestre del Temple, Gerardo de Ridfort, espíritu maligno de Guido en los días que precedieron a Hattin, fue hecho prisionero y pagó con la vida sus insensateces. Conrado sólo se libró de ser capturado por la intervención de su rival, el rey Guido.
Steven Runciman

## En la ficción
A pesar de que los grandes maestres del Temple han aparecido muy pocas veces en el cine, Gérard De Ridefort es uno de los que en más ocasiones ha aparecido en películas. Ha sido interpretado por el actor británico Nicholas Boulton en las dos cintas de la saga Arn: El Caballero Templario. En el año 2005 fue interpretado por dos actores, el primero fue el norteamericano Sam Hennings en la película Soldado de Dios, mientras que el segundo fue el actor danés Ulrich Thomsen en la cinta titulada Cruzadas, en la cual usualmente se confunde la figura de Ridefort con las de Guy de Lusignan, interpretado por Marton Csokas y la de Reinaldo de Châtillon, interpretado por Brendan Gleeson.
| Predecesor: Arnaldo de Torroja | Gran maestre de la Orden del Temple 1184 - 1189 | Sucesor: Robert de Sablé |